# Sheepshead
Sheepshead oder Amerikanischer Schafkopf ist die amerikanische Form des alten deutschen Kartenspiels Schafkopf. Es unterscheidet sich sowohl in den Regeln als auch im gesellschaftlichen Kontext erheblich von der besonders in Bayern äußerst populären Urversion, auch wenn die Kontakte zwischen den amerikanischen und deutschen Hochburgen in jüngerer Zeit ausgebaut wurden.

## Geschichtliches und Gesellschaftliches

### Herkunft und Entwicklung
Das Schafkopfspiel wurde um die Mitte des 19. Jahrhunderts von deutschen Einwanderern in die USA gebracht. Vermutlich leitet sich das amerikanische Sheepshead nicht vom Bayerischen Schafkopf, der in Deutschland heute mit Abstand populärsten Form, sondern von älteren Varianten wie dem Deutschen Schafkopf ab. In Staaten mit starker deutscher Gemeinde, insbesondere in Wisconsin, wurde es schnell sehr populär und war auch bei traditionellen „Damenkränzchen“ in gehobenen Kreisen ein beliebter Zeitvertreib.
Da die von deutschen Einwanderern abstammenden Amerikaner aufgrund der sich während des Dritten Reichs immer weiter verschlechternden deutsch-amerikanischen Beziehungen mehr und mehr auf Distanz zu Deutschland und seiner Kultur gingen, wurde Sheepshead in den Kriegs- und Nachkriegsjahren immer mehr durch „amerikanischere“ Kartenspiele wie Bridge oder Rommé ersetzt. Erst in jüngerer Zeit ist hier wieder eine gegenläufige Entwicklung zu beobachten.

### Verbreitung
Die amerikanische Schafkopfhochburg ist die Metropole des Staates Wisconsin, Milwaukee. Das Schafkopfspiel wird dabei durchaus im kulturellen Kontext zu Mitteleuropa verstanden, und Sheepshead Tournaments gehen oft einher mit deutschen bzw. bayerischen Rahmenprogrammen musikalischer und kulinarischer Natur – oder dem, was in Amerika darunter verstanden wird.

## Spieler, Karten und Trümpfe
Die häufigste Variante des Amerikanischen Schafkopf ist diejenige mit 5 Mitspielern, mehr oder weniger gebräuchlich sind jedoch alle möglichen Formen von zwei bis hin zu sieben Spielern.
Bezüglich seines Regelwerks ist der amerikanische Schafkopf eine eigenartige Mischung aus Skat, Doppelkopf und Bayerischem Schafkopf.

### Spielmaterial

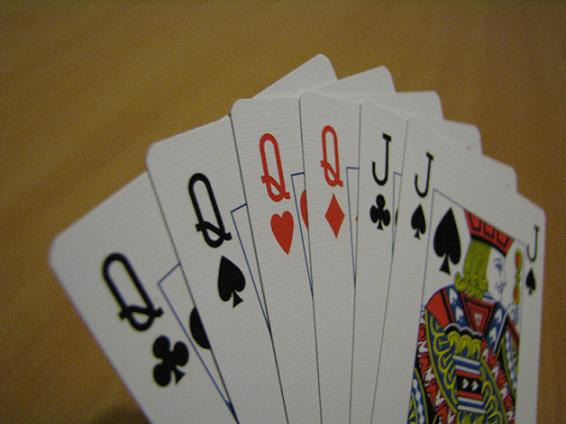
Die sechs höchsten Trümpfe bei Sheepshead (Pokerblatt)

Zur Verwendung kommt ein gewöhnliches französisches Blatt bzw. Pokerblatt in der Skatversion – also mit 32 Karten (Deck) – und den 4 Farben Clubs (Kreuz), Spades (Pik), Hearts (Herz) und Diamonds (Karo).

### Stichkraft
Die Reihenfolge der Kartenwerte ist der im Skat bzw. Bayerischen Schafkopf homolog.
Innerhalb der Fehlfarben (also der Farben, die nicht Trumpf sind), gilt stets folgende Reihenfolge der Stichkraft:
Ace > Ten > King > Nine > Eight > Seven.
Beim Amerikanischen Schafkopf werden die 4 Farben nicht als gleichwertig behandelt, vielmehr gibt es 3 Fehlfarben und die Farbe Trumpf.

### Augenzahl
Unabhängig von der Zugehörigkeit zur Farbe ist jedem Kartenwert eine bestimmte Augenzahl zugeordnet.
| Kartenwert | Symbol | Augen |
| Ace        | A      | 11    |
| Ten        | 10     | 10    |
| King       | K      | 4     |
| Queen      | Q      | 3     |
| Jack       | J      | 2     |
| Nine       | 9      | 0     |
| Eight      | 8      | 0     |
| Seven      | 7      | 0     |

Insgesamt sind somit 120 Augen im Spiel.

### Trümpfe
Analog zum Schafkopf sind die Queens und die Jacks (Damen und Buben) in der genannten Reihenfolge die höchsten Trümpfe (d. h. Queen of Clubs entspricht dem Eichel-Ober). Weiterhin gelten alle Diamonds (also Karokarten) in der absteigenden Reihenfolge Ace, Ten, King, Nine, Eight und Seven als Trümpfe (diese Regelung zeigt die Herkunft aus dem Deutschen Schafkopf, vgl. auch Doppelkopf). Insgesamt existieren also 14 Trumpfkarten.
| Hierarchie der Karten                                                             |                             |                             |
| Trumpfrangfolge (nach rechts absteigend)                                          |                             |                             |
| ♣Q \| ♠Q \| ♥Q \| ♦Q \| ♣J \| ♠J \| ♥J \| ♦J \| ♦A \| ♦10 \| ♦K \| ♦9 \| ♦8 \| ♦7 |                             |                             |
| Rangfolge innerhalb der übrigen Farben (nach rechts absteigend)                   |                             |                             |
| Clubs                                                                             | Spades                      | Hearts                      |
| ♣10 \| ♣K \| ♣9 \| ♣8 \| ♣7                                                       | ♠10 \| ♠K \| ♠9 \| ♠8 \| ♠7 | ♥10 \| ♥K \| ♥9 \| ♥8 \| ♥7 |

Bei den Trümpfen ist zu beachten, dass die einzelnen Trumpfkarten nicht ihren Farbreihen zugeordnet werden, sondern allesamt als Angehörige der Farbe Trumpf zu behandeln sind. Folglich gehört beispielsweise die Queen of Spades nicht zur Farbe Spades, sondern ist – wie alle anderen Queens, Jacks und Diamonds-Karten – quasi ein und derselben Farbe zugehörig.

### Spielziel
Die Spielidee des Amerikanischen Schafkopfs besteht darin, allein oder zusammen mit einem Partner, insgesamt mindestens 61 Augen zu erringen.

### Kartenverteilung
Beim Spiel zu fünft werden jedem der Spieler sechs Karten zugeteilt. Die verbleibenden beiden Karten bilden den „Blinden“, der auch „Witwe“ genannt wird. Je nach Vereinbarung werden die Karten in zwei oder drei Würfen verteilt. Der Blinde wird während des Kartengebens verdeckt beiseitegelegt. Bei den seltener praktizierten Spielformen zu dritt oder zu viert erhält jeder Spieler insgesamt zehn bzw. sieben Karten. Der Blinde umfasst in diesen Fällen zwei bzw. vier Karten.

### Spielweise

#### Aufnahme des Blinden
Beginnend beim Spieler links des Kartengebers, erklärt jeder Spieler im Uhrzeigersinn, ob er den Blinden aufzunehmen gedenkt. Beim Spiel zu fünft spielt der Spieler, der den Blinden aufgenommen hat (der sogenannte „Picker“), zusammen mit einem Partner gegen die anderen drei Spieler. Wird dagegen nur zu dritt gespielt, spielt der Picker allein gegen die beiden übrigen Spieler. Beim Spiel zu viert ist es jedoch unterschiedlich: Je nach Vereinbarung spielt der Picker allein gegen den Rest der Spieler oder bildet zusammen mit einem Partner eine Partei gegen die zwei verbleibenden Spieler. Dies wird von Spieltisch zu Spieltisch verschieden gehandhabt. Falls sich ein Spieler im Stande sieht, aufgrund seines Blatts, gegen die anderen Sheepshead-Spieler allein zu gewinnen, so kann er auch ein Alleinspiel ansagen.
Nachdem der Picker den Blinden aufgenommen hat, legt er ebenso viele Karten, die ihm als weniger nützlich erscheinen, verdeckt ab.
Die abgelegten Karten können sich allerdings auch vollständig oder teilweise aus den Spielkarten des Blinden rekrutieren. Die in den verdeckt abgelegten Karten enthaltenen Augen zählen dabei auch zu den Augen des Pickers bzw. der spielenden Partei. Weder die Karten des Blinden noch die verdeckt abgelegten Karten werden den anderen Spieler gezeigt.

#### Partnerfindung
Es existieren zwei Spielversionen, auf welche Weise die Partnerfindung vonstattengeht.

##### Jack of Diamonds
Nach einer Spielform entscheidet der Jack of Diamonds (Karo-Bube bzw. Schellen-Unter), dass dessen Besitzer Partner des Pickers wird. Falls bei der Aufnahme des Blinden der Jack of Diamonds in den Karten des Blinden gefunden wird oder der Picker den Jack of Diamonds selbst in der Hand hält, so wird dem Picker oftmals erlaubt, den nächsthöheren Trumpf, den Jack of Hearts (Herz-Bube bzw. Herz-Unter), zu rufen. Befindet sich auch dieser im Blinden oder in der Hand des Pickers, so darf er den Jack of Spades rufen. Besitzt er sogar alle drei niedrigsten Jacks, ruft er den Jack of Clubs.

##### Called Ace
In einer alternativen Variante ruft der Picker das Ace einer Nicht-Trumpf-Farbe, so wie es auch beim Bayerischen Schafkopf üblich ist. Der Besitzer der gerufenen Spielkarte wird im Folgenden Partner des Pickers. Letzterer muss allerdings mindestens eine Karte derselben Farbe des gerufenen Ace auf seiner Hand haben. Zugleich ist es dem Rufer nicht erlaubt ein Ace zu nennen, das er selbst in seinen Karten hat. Nur wenn der Picker zu allen Farbkarten, die er besitzt auch das entsprechende Ace in Händen hält, ist es im gestattet ein Ace einer Farbe zu rufen, die er nicht besitzt. Besitzt er sogar alle Asse, so kann er eine Ten einer Farbe rufen.

#### Ausspiel- und Zugaberegeln
Der Spieler links des Kartengebers spielt eine Karte zum ersten Stich aus. Alle folgenden Spieler sind dazu verpflichtet Farbe zu bedienen. Beispielsweise muss auf eine angespielte Pik-Karte von jedem Spieler möglichst eine andere Pik-Karte zugegeben werden. Nur wenn ein Spieler nicht im Besitz einer Spielkarte der angespielten Farbe ist, darf er entweder eine Trumpfkarte spielen oder eine beliebige andere Karte zugeben. Auch eine angespielte Trumpfkarte muss bedient werden. Alle Trumpfkarten werden als Angehörige ein und derselben Farbe behandelt.
Der Spieler, der die höchste Karte in einen Stich gegeben hat, erhält den Stich und spielt stets zum nächsten Stich aus.

### Abrechnung
| Augen/Stiche insgesamt | Picker (allein) | Picker (mit Partner) | Partner | Gegner |
| ---------------------- | --------------- | -------------------- | ------- | ------ |
| alle Stiche            | +12             | +6                   | +3      | −3     |
| 91 bis 120 Augen       | +8              | +4                   | +2      | −2     |
| 61 bis 90 Augen        | +4              | +2                   | +1      | −1     |
| 31 bis 60 Augen        | −4              | −2                   | −1      | +1     |
| 0 bis 30 Augen         | −8              | −4                   | −2      | +2     |
| kein Stich             | −12             | −6                   | −3      | +3     |

Wenn die Partei des Pickers weniger als 31 Augen erreicht bzw. die gegnerische Partei weniger als 30 Augen erzielt, ist die jeweilige Partei „Schneider“.

## Varianten

### Alternative Trumpffarbe
In einer Variante des Sheepshead sind neben sämtlichen Queens und Jacks nicht Ace bis Seven der Farbe Diamonds, sondern Ace bis Seven der Farbe Clubs Trumpfkarten.
| Hierarchie der Karten                                                             |                             |                             |
| Trumpfrangfolge (nach rechts absteigend)                                          |                             |                             |
| ♣Q \| ♠Q \| ♥Q \| ♦Q \| ♣J \| ♠J \| ♥J \| ♦J \| ♣A \| ♣10 \| ♣K \| ♣9 \| ♣8 \| ♣7 |                             |                             |
| Rangfolge innerhalb der übrigen Farben (nach rechts absteigend)                   |                             |                             |
| Spades                                                                            | Hearts                      | Diamonds                    |
| ♠10 \| ♠K \| ♠9 \| ♠8 \| ♠7                                                       | ♥10 \| ♥K \| ♥9 \| ♥8 \| ♥7 | ♦10 \| ♦K \| ♦9 \| ♦8 \| ♦7 |

### Spitzer (Spitz)
In einer Variante des Amerikanischen Schafkopfs, die in einigen Gegenden von Wisconsin und Minnesota sowie besonders im nordöstlichen Teil von Michigan gespielt wird, ist die Reihenfolges der Trumpfkarten ein wenig abgeändert: Die Trumpf-Seven, der sogenannte „Spitzer“, ist dabei ständige zweithöchste Trumpfkarte und rangiert damit oberhalb der Queen of Spades. Zusätzliche Trumpffarbe zu den Queens und Jacks ist die Farbe Diamonds.
| Hierarchie der Karten                                                             |                             |                             |
| Trumpfrangfolge (nach rechts absteigend)                                          |                             |                             |
| ♣Q \| ♦7 \| ♠Q \| ♥Q \| ♦Q \| ♣J \| ♠J \| ♥J \| ♦J \| ♦A \| ♦10 \| ♦K \| ♦9 \| ♦8 |                             |                             |
| Rangfolge innerhalb der übrigen Farben (nach rechts absteigend)                   |                             |                             |
| Clubs                                                                             | Spades                      | Hearts                      |
| ♣10 \| ♣K \| ♣9 \| ♣8 \| ♣7                                                       | ♠10 \| ♠K \| ♠9 \| ♠8 \| ♠7 | ♥10 \| ♥K \| ♥9 \| ♥8 \| ♥7 |

Die Queen of Clubs wird „Big Queen“ genannt, die auf die Position des dritthöchsten Trumpfs verwiesene Queen of Spades wird auch als „Little Queen“ bezeichnet.
Spitzer wird stets zu viert gespielt. Bei der Kartenverteilung erhält jeder Spieler acht Karten, die in drei Würfen zu drei, zwei und wieder drei Karten verteilt werden. Ein Blinder existiert beim Spiel Spitzer nicht.
Für gewöhnlich sind die Besitzer der Big Queen und der Little Queen Partner und bilden die spielende Partei.
Befinden sich beide schwarzen Queens auf einer Hand, so hat der betroffene Spieler zwei Möglichkeiten:
- Er spielt allein gegen die drei anderen Spieler
- Er ruft einen Partner: Je nach Vereinbarung ruft der Besitzer der beiden schwarzen Queens entweder den Gewinner des ersten fremdes Stiches oder den Besitzer eines Ace einer Fehlfarbe, von der der Spieler zumindest eine Karte selbst auf der Hand hält.